# جين إل. كيلي
جين إل. كيلي (بالإنجليزية: Jane L. Kelly)‏ هي قاضية ومحامية أمريكية، ولدت في 28 أكتوبر 1964 في غرينكاسل في الولايات المتحدة.